# Barlokal
En barlokal eller bar är en lokal där drinkar med mera serveras över en bardisk. Ursprunget till ordet "bar" kommer från engelskan och syftar på den speciella bardisken, eller "the bar" som man sa i England. Personen som står i en bar och serverar drinkar kallas bartender.